# Liste der Biografien/Werf
Liste der Biografien |
Portal Biografien |
Personensuche
# |
A |
B |
C |
D |
E |
F |
G |
H |
I |
J |
K |
L |
M |
N |
O |
P |
Q |
R |
S |
T |
U |
V |
W |
X |
Y |
Z |
?
 
Wa |
Wc |
Wd |
We |
Wh |
Wi |
Wj |
Wl |
Wn |
Wo |
Wr |
Ws |
Wt |
Wu |
Ww |
Wy |
Wz
 
Wea |
Web |
Wec |
Wed |
Wee |
Wef |
Weg |
Weh |
Wei |
Wej |
Wek |
Wel |
Wem |
Wen |
Weo |
Wep |
Wer |
Wes |
Wet |
Weu |
Wev |
Wew |
Wex |
Wey |
Wez
 
Wera |
Werb |
Werc |
Werd |
Were |
Werf |
Werg |
Werh |
Weri |
Werj |
Werk |
Werl |
Werm |
Wern |
Wero |
Werp |
Werr |
Wers |
Wert |
Weru |
Werv |
Werw |
Wery |
Werz
Die Liste der Biografien führt alle Personen auf, die in der deutschsprachigen Wikipedia einen Artikel haben. Dieses ist eine Teilliste mit 11 Einträgen von Personen, deren Namen mit den Buchstaben „Werf“ beginnt.

## Werf
- Werf, Fritz (1934–2021), deutscher Schriftsteller, Übersetzer und Verleger

### Werfe
- Werfel, Franz (1890–1945), österreichischer SchriftstellerFranz Werfel (1890–1945)

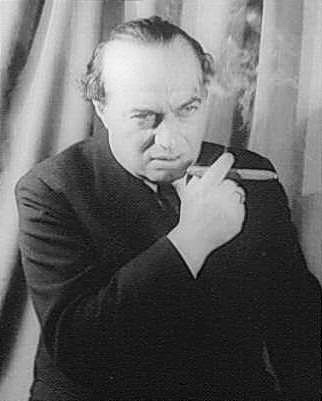
Franz Werfel (1890–1945)

- Werfel, Gina (* 1951), amerikanische Malerin und Hochschullehrerin
- Werfel, Pia (* 1951), deutsche Schauspielerin, Hörspiel- und Synchronsprecherin
- Werfel, Roman (1906–2003), polnischer Politiker, Journalist
- Werfer, Albert (1815–1885), deutscher Pfarrer und Autor
- Werfer, Franz Joseph (1778–1823), deutscher Arzt und Autor einer medizinischen Landesbeschreibung

### Werff
- Werff, Adriaen van der (1659–1722), niederländischer Maler
- Werff, Anko van der (* 1975), niederländischer Luftfahrt-Manager
- Werff, Jasper van der (* 1998), Schweizer Fussballspieler

### Werfr
- Werfring, Johann (* 1962), österreichischer Historiker, Autor, Journalist, Kolumnist und Hochschullehrer